# Walter Odington
Walter Odington (... – 1330) è stato un compositore, scienziato e alchimista inglese.

## Biografia
È conosciuto anche come Walter di Evesham e a volte viene confuso con Walter di Eynsham, che visse circa cinquant'anni prima di lui.
Nella prima parte della sua vita religiosa risiedette a Evesham e successivamente a Oxford, dove si impegnò nella matematica e nell'astronomia almeno dal 1316.

## Opere
Sebbene abbia scritto prevalentemente su argomenti scientifici, il trattato più famoso è il De Speculatione Musices, un saggio databile fra la fine del 1300 e il 1316. Odington vi raccoglie tutta la conoscenza musicale dell'epoca, aggiungendovi alcune proprie considerazioni teoriche.
Altre opere:
- Ycocedron;
- Declaratio motus octavæ spheræ;
- Tractatus de multiplicatione specierum in visu secundum omnem modum;
- Ars metrica Walteri de Evesham;
- Liber quintus geometriæ per numeros loco quantitatum;